# Baruch Spinoza
Baruch Spinoza (či Benedikt Spinoza, lat. Benedictus; 24. listopadu 1632, Amsterdam – 21. února 1677, Haag) byl nizozemský filozof židovského původu, který mj. kriticky rozvinul Descartovu nauku o substancích. Mezi současníky byl jedním z nejdůslednějších racionalistů a jeden z prvních kritických čtenářů Bible. V současnosti má význam hlavně jeho politická filosofie, ale také překonání kartézského dualismu těla a ducha.

## Život
Bento (Benedikt) resp. Baruch de Spinoza (také d’Espinoza) se narodil v zámožné sefardské obchodnické rodině, která do Nizozemska uprchla z Portugalska. Navštěvoval nižší talmudskou školu, ale ačkoli byl mimořádně nadaný, do vyššího stupně, který byl obvykle přípravou k povolání rabína, se patrně nezapsal. Po smrti svého otce roku 1654 převzal jeho zadluženou firmu, kterou však později předal svému mladšímu bratru.
Někdy po roce 1650 se setkal s protestantskými menonity a navštěvoval latinskou školu bývalého jezuity Van den Endena, kde se setkal s Druhou scholastikou a s dílem R. Descarta, které na něho udělalo velmi hluboký dojem; Maimonidovo dílo znal patrně už dříve. Roku 1655 se spřátelil se dvěma portugalskými racionalisty, kteří přijeli do Nizozemska, a roku 1656 se dostal do těžkého názorového konfliktu s amsterodamskou židovskou obcí, která ho 27. června slavnostně vyloučila a zakázala svým členům, aby se s ním stýkali. Spinoza žil nejspíše dále v Amsterdamu nebo v blízkém Rijnsburgu, sepsal svoji obranu, a sám pak užíval jen latinskou formu svého jména Benedikt (portugalsky Bento). V letech 1658–1659 studoval v Leidenu.
Kolem roku 1660 pracoval na latinském „Traktátu o nápravě rozumu“ a „Pojednání o Bohu, člověku a jeho štěstí“. Živil se broušením čoček a snad i výrobou mikroskopů a dalekohledů, která mu získala velmi dobrou pověst, stejně jako jeho filosofické názory, takže si začal dopisovat s anglickými i německými učenci. Roku 1663 uveřejnil latinské shrnutí Descartových „Principů filosofie“, roku 1669 se přestěhoval do Haagu a roku 1673 obdržel pozvání na univerzitu v Heidelbergu, formulované ovšem tak, že je nemohl přijmout. Podobně odmítl i pozvání do Francie.
Roku 1670 uveřejnil anonymně „Teologicko-politický traktát“, kde sice uznával absolutní moc vladaře, nicméně v polemice s Hobbesem doporučoval panovníkům v jejich vlastním zájmu mírnost a názorovou toleranci. Cílem státu je podle něho svoboda. Roku 1672 byl zavražděn liberální regent De Witt a roku 1674 byl Traktát v Nizozemsku zakázán. Spinozu v Haagu navštěvoval Henry Oldenburg, Leibniz a von Tschirnhaus, na něž Traktát udělal velký dojem, i když Leibniz jeho systém výslovně odmítl. Roku 1677 Spinoza náhle zemřel, patrně na tuberkulosu, která snad souvisela s jeho brusičským povoláním. Benedikt Spinoza žil po celý život osaměle, v příkladné skromnosti a poctivosti a několikrát osvědčil velkou občanskou statečnost. Třebaže v něm jeho okolí většinou vidělo ateistu, jeho filosofie je bez Boha nemyslitelná, a i když zůstal po zbytek života bez jakékoli konfese, svou židovskou identitu nepopíral. Jeho myšlení pak obsahuje i některé prvky kabaly a tradiční židovské etiky. Ježíše Krista za Boha nepokládal, oceňoval jej však jako vzor lidské dokonalosti. Ještě v roce 1677 vydali přátelé pod názvem „Opera posthuma“ [Posmrtné spisy] jeho dosud nevydané dílo, tj. „Etiku“, „Politický traktát“, „Pojednání o nápravě rozumu“, hebrejskou gramatiku – vesměs nedokončené – a Spinozovy dopisy.
Katolická církev zařadila téměř celé dílo Barucha Spinozy na Index zakázaných knih. Spisy, které byly vydány v „Opera posthuma“, byly na Index zařazeny dekretem ze dne 29. srpna 1690. „Teologicko-politický traktát“, který Spinoza vydal anonymně v roce 1670, byl na Index zařazen dekretem ze dne 3. února 1679.
| „                                         | Nemyslím, že by pro spásu duše bylo nutné poznat Krista podle těla. Zato pokud jde o Věčného Božího Syna, Věčnou Boží Moudrost, jak se projevuje ve všech věcech, hlavně v lidské duši a nade všechno v Ježíši Kristu – to je úplně jiná věc. | “ |
| — Dopis Oldenburgovi 21/73, listopad 1675 | |   |

## Myšlení

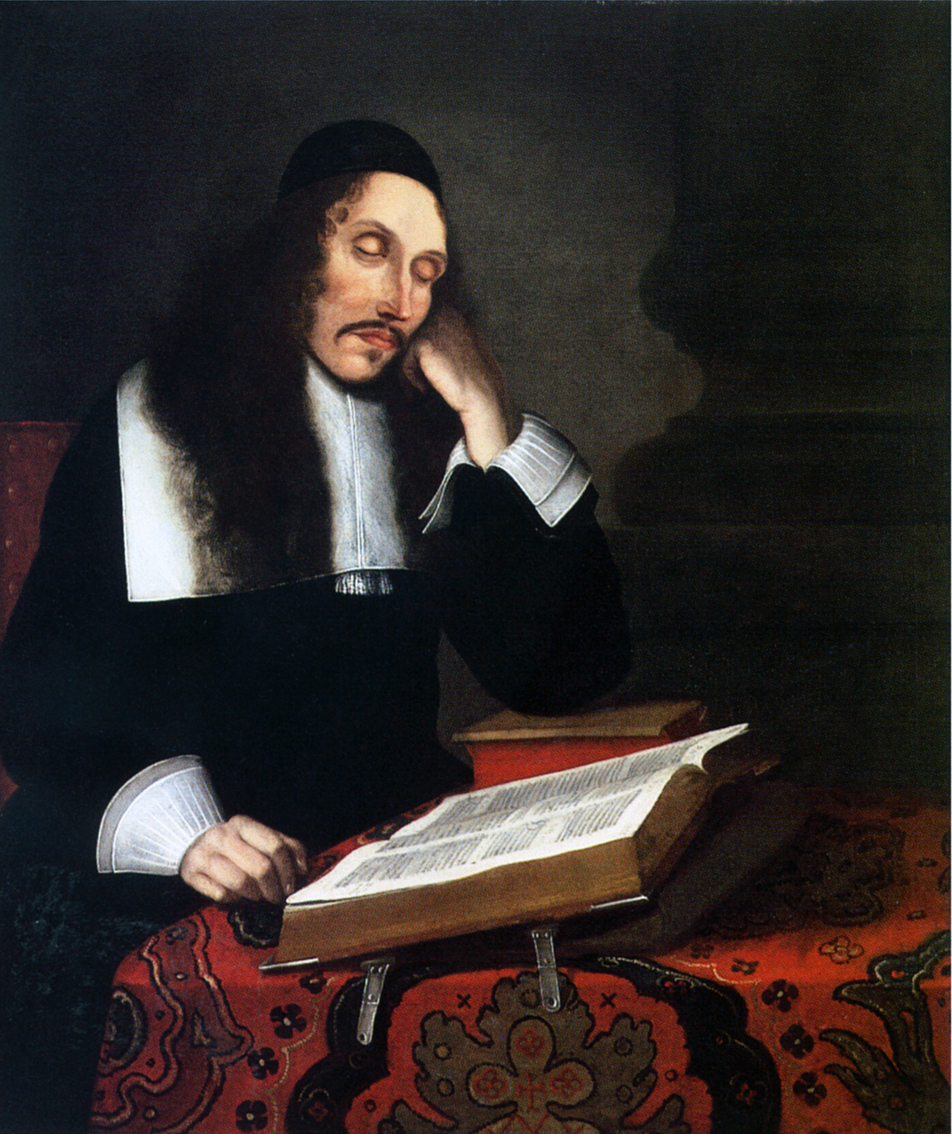
Baruch Spinoza (Franz Wulfhagen, 1664)

Spinoza byl krajní racionalista, jak o tom svědčí i forma většiny jeho spisů, inspirovaných postupem Eukleidovy Geometrie. Začíná vždy definicemi a axiomy, následují věty, jejich důkazy, důsledky a poznámky.

### Metafyzika
Spinoza vychází z Descarta, dovedl však jeho systém do důsledků. Východiskem mu byla absolutní nekonečnost Boha, vedle něhož nemůže už nic samostatného existovat. Na rozdíl od Descarta, pro něhož Bůh jako stvořitel stojí nad světem, chtěl ho Spinoza zahrnout do jediného celku, mimo nějž nemůže být vůbec nic. Substance, jíž s Descartem rozuměl „to, co ke své existenci nic jiného nepotřebuje, co na ničem jiném nezávisí“, může být tedy pouze jedna, nekonečná, věčná a božská.
| „                   | Mimo Boha nemůže žádná substance ani být, ani být myšlena. | “ |
| — Etika I., věta 14 |                                                            |   |

Substance je tedy nepodmíněný předpoklad, to, co nemůže nebýt a co „leží v základu“, aniž by však byla nějakou konkrétní jednotlivou neboli konečnou věcí (omnis determinatio negatio est). Jsoucna neboli věci jsou jen mody jediné substance, která je neměnná, nedělitelná, nekonečná. Je-li substance jediná, nemá zdůvodnění mimo sebe a pokud musí být zdůvodněna, poskytuje sama faktem své jednosti a nutnosti (je tím, co nemůže nebýt) své zdůvodnění neboli je causa sui (příčinou sebe sama). Pro to Spinoza volí označení Deus – Bůh. Bůh je tedy předpokladem a základem všeho, co jest, aniž by sám byl v čemkoliv obsažen.
Substance neznamená žádnou látku ani poznatelnou skutečnost, nýbrž především myšlenkovou kategorii. Nekonečná substance má i nekonečně mnoho atributů, z nichž může lidský rozum poznávat jen dvě, totiž ducha jako „myslící věc“ (res cogitans) a látku jako „rozlehlou věc“ (res extensa) – Descartovy substance. Rozlehlost je identická s látkou, kdežto duch představuje jakoukoliv aktivitu mysli od smyslového vnímání přes imaginaci, afekty až po ideje).
Oba atributy, a tedy i všechny poznatelné věci a celý Vesmír, jsou pouze „v Bohu“, jehož Spinoza někdy nazývá také „natura“ (z lat. nasci, rodit), což nelze přeložit moderním slovem „příroda“ a znamená spíše něco jako „povaha“ či „podstata“. Ačkoli je tedy všechno zahrnuto v jediném nekonečném, věčném a naprosto nutném celku, mezi Bohem jako stvořitelem a stvořeným světem je přesto zásadní rozdíl, který Spinoza vyjadřuje rozlišením mezi natura naturans (tvořící podstata) a natura naturata (stvořená, zrozená). Tím se Spinozův metafyzický systém liší od panteismu a někteří pro něj užívají název panenteismus (z řec. pan-en-theó, vše v Bohu).
| „                                         | Pokud se někteří domnívají, že chci dokázat jednotu Boha a přírody (kterou chápou jako jistou hmotu nebo tělesnou látku), úplně se mýlí. | “ |
| — Dopis Oldenburgovi 21/73, listopad 1675 | |   |

Pokud Spinoza výslovně upíral Bohu osobní a lidské rysy nebo činnosti (vidění, chtění, city atd.), bylo to – jak vysvětluje v dopisech – jen proto, že se chtěl bránit naivním lidským představám, které si Boha představují jako člověka:
| „                                     | Kdyby trojúhelník mohl mluvit, také by řekl, že Bůh je bytostně trojúhelníkovitý, tak jako kruh by řekl, že je kruhový. | “ |
| — Dopis H. Boxelovi 56/60 z roku 1674 | |   |

Je třeba upozornit na skutečnost, že existují různé interpretace Spinozovy metafyziky. Josef Tvrdý i profesor Drtina považovali Spinozu za klasického představitele panteismu. Také profesor Rast uvádí, že „Spinoza učí jednoznačnému panteismu. Bůh je »natura naturans« [příroda tvořící], mody jsou »natura naturata« [příroda vytvářená], avšak v základě je všechno jedno.“

Dle profesora Röda „»Příroda« a »Bůh« jsou u Spinozy synonyma“, i když ovšem „přírodou nerozuměl jen materiální skutečnost, ale skutečnost obecně včetně jejího duchovního aspektu.“ „V rámci Spinozových předpokladů pochopitelně nelze vážně mluvit o tom, že by Bůh stvořil svět, protože vše, co existuje, je v Bohu, stejně jako je Bůh ve všem...“ Problém vzniku věcí statický panteismus Spinozův jednoduše pomíjí.
Profesor Muller konstatoval: „Spinozův Bůh venkoncem není transcendentní a »jiný«. Bůh je příroda sama../.../ Jedinečná nekonečná příroda neboli Bůh tak může být pochopena dvěma způsoby: buď jako jeden Bůh a jako »natura naturans«, anebo jako nekonečný řád konečných věcí a jako »natura naturata«.“ Ve Spinozově myšlení neexistuje prostor pro osobního Boha a náboženské přesvědčení o nesmrtelnosti duše považoval za iluzi.
Na možnost různých interpretací Spinozových názorů upozorňuje profesor Kenny: „Klíčem ke Spinozově filozofii je monismus, tj. myšlenka, že existuje jen jedna jediná substance, nekonečná božská substance, která je identická s přírodou: Deus sive Natura, »Bůh čili příroda«.“ Toto ztotožnění Boha s přírodou lze pojímat různě.
| „ | Pokud někdo chápe Boha v jeho systému jako prostě kódovaný způsob odkazující k řádu věcí v přirozeném světě, pak se bude Spinoza jevit jako nefalšovaný ateista. | “ |

Materialistické pojetí Spinozova monismu zastávali marxističtí badatelé. Nábožensky založení myslitelé Spinozův monismus a panteismus většinou odmítali; v českých zemích ke kritikům Spinozovy metafyziky patřili např. katolický učenec Josef Pospíšil a profesor Emanuel Rádl, který vyjádřil i pochybnost o Spinozově víře v nějakého Boha: „Víra mu však naprosto scházela, víra v lidi i v Boha; že užíval často slova bůh, nic neznamená.“

### Etika a politická filosofie

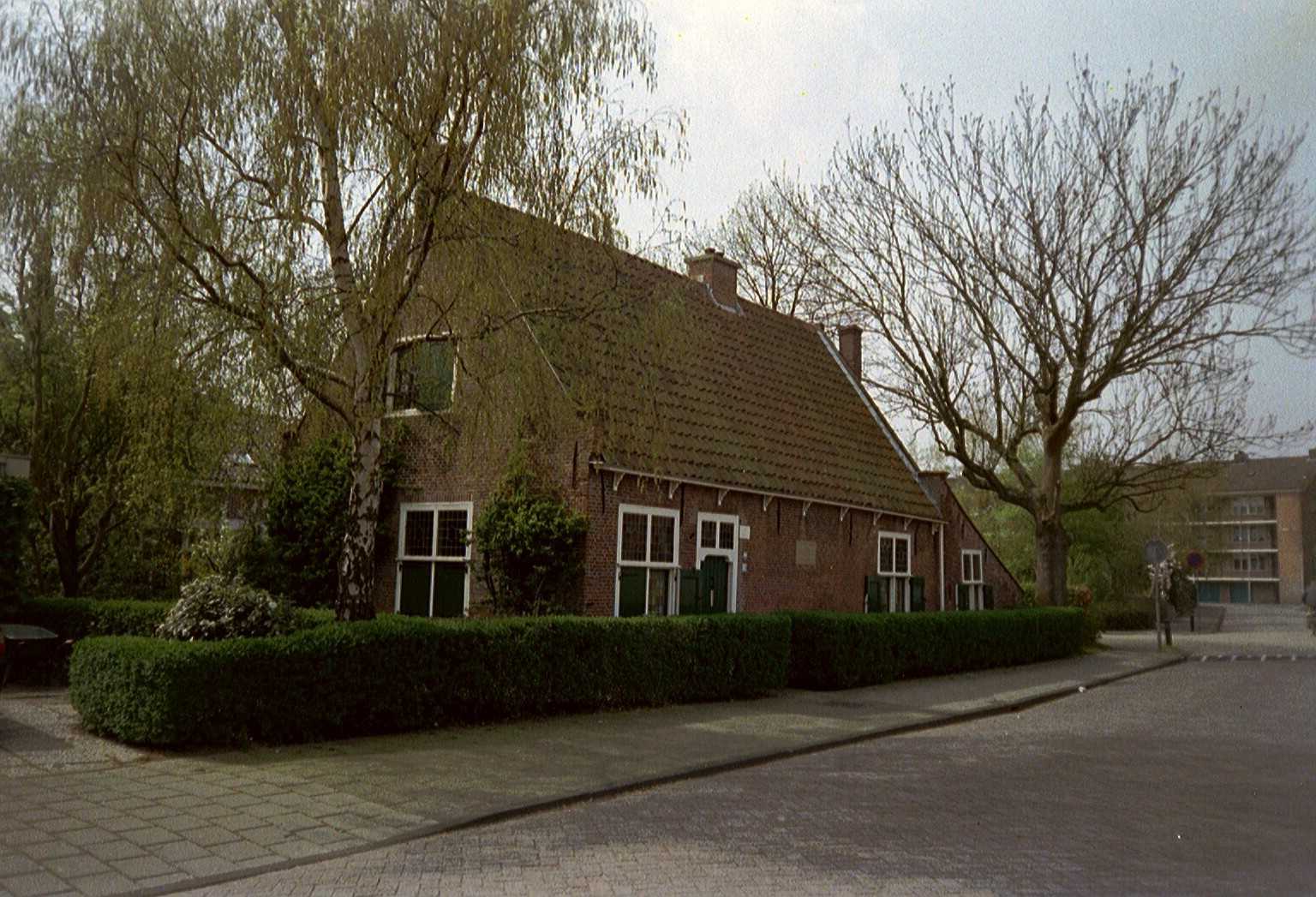
Spinozův dům v Rijnsburgu

Motivem Spinozova filosofování jsou především praktické otázky lidského života, jako jsou štěstí a svoboda mysli a antiutopistické uspořádání společnosti ve státě, v 17. století plném občanských a náboženských válek zvlášť naléhavé. Spinoza navazuje na Hobbese a vychází z konceptu společenské smlouvy, kterou lidé uzavřeli, aby se vymanili z přirozeného stavu pouhé snahy zachovat si vlastní existenci, v kterém je každý svému druhu zákonitě nepřítelem. Jako důsledný racionalista byl Spinoza přesvědčen, že svět se řídí (přírodními) zákony a že mezi zákony hmotného a duchovního či mravního světa nemůže být žádný rozpor. Například pojem spravedlnosti tím nabývá významu pouze ve státu, protože v přirozeném stavu je vše myslitelné povoleno. Také lidský život a mezilidské vztahy jsou z velké části určovány různými nutnostmi a moudrý člověk se může dopracovat ke svobodě a aktivnímu životu jen tak, že je uzná a přijme a že se naučí ovládat své vášně. Spinozova etika tak má velmi blízko k etice stoické, protože však předpokládá rozumnost každého člověka, výslovně obhajuje sledování vlastních zájmů: rozumný člověk sám pochopí, že sobectví by bylo proti nim a že se bez druhých nikdy neobejde.
Etika je pro Spinozu základem politiky. Harmonické spolužití lidí a nashromáždění moci každého člena společnosti do moci lidu, která je posléze přenesena vládě, vede k zajištění nejúčinnějšího prosazování řádu ve společnosti a stability. Nezbytným rozumovým předpokladem pro maximální zachování funkce a existence státu jsou cíle jako prospěšnost a minimální zásah státu do života občana, ale především svoboda mysli a mír. Pokud jde o druh vlády, Spinoza dává přednost demokracii před aristokracií a monarchií, protože rozhodování více lidí je lépe chráněno před osobními výstřelky a tudíž racionálnější. Panovník ovšem nepodléhá jiným restrikcím, než vlastním vydaným zákonům, ani jiné vyšší moci. Pouze v mezním případě vyvolá moc lidu převrat. Panovník nebo vláda má tudíž po určitou dobu plnou autoritu nad svými poddanými, kteří ho musí ve všem poslouchat, pokud nenařizuje něco vyloženě zvrhlého jako zabít vlastní rodiče. Je však v zájmu panovníka samého, aby svým poddaným nechal co největší svobodu názoru a přesvědčení a nevytvářel tak ve společnosti zbytečné konflikty. I když Spinozovy etické názory jsou v jistém napětí s jeho determinismem, mají i pro současnou politickou filosofii svůj význam a své pevné místo v historii politických a právních teorií.

## Vliv a význam

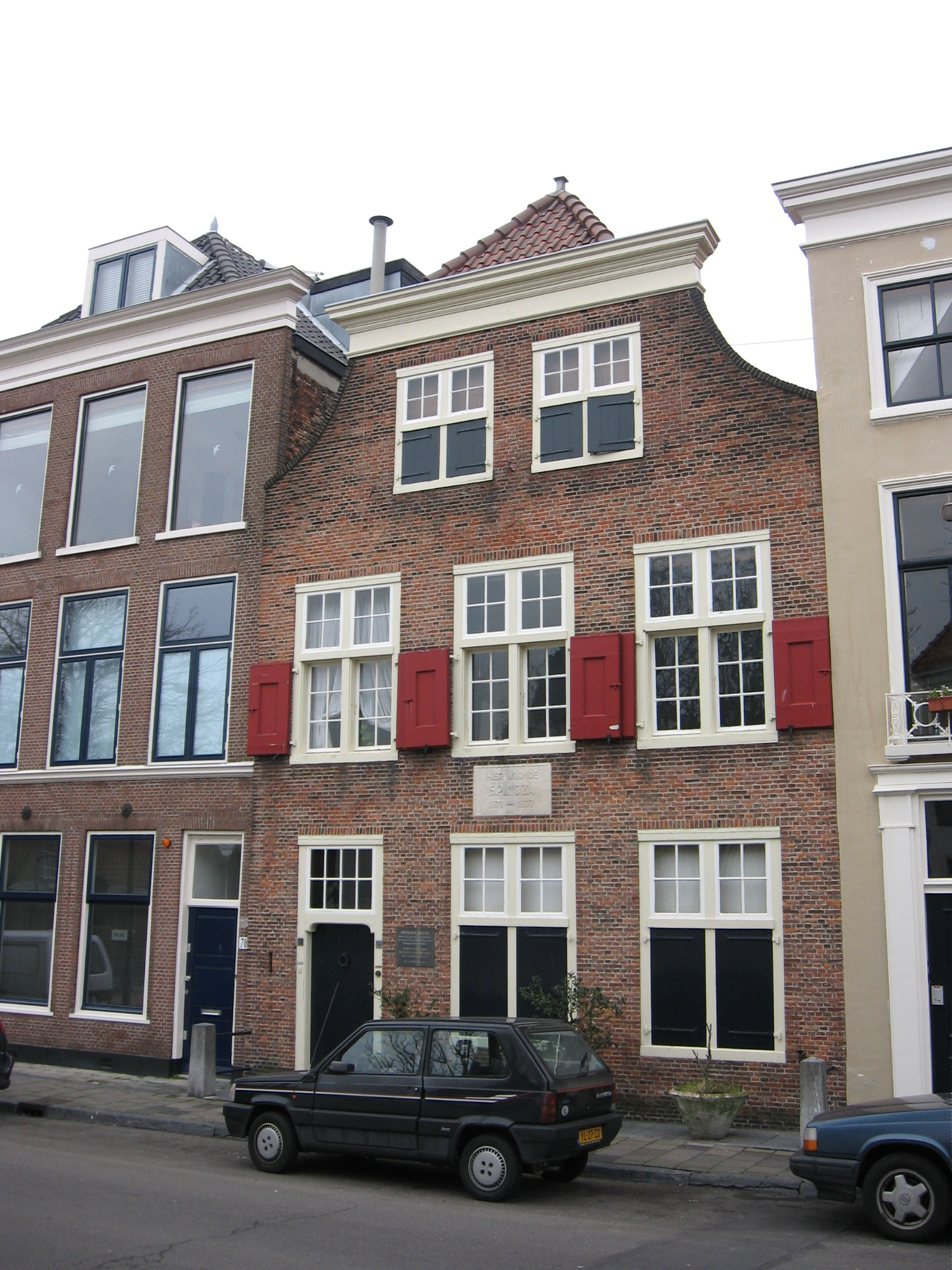
Spinozův dům v Haagu

Za Spinozova života se jeho vliv omezil na malý okruh znalců a přímo ovlivnil například Leibnizovu „Monadologii“; Leibniz ale také napsal vyvrácení Spinozovy etiky. Osvícenec Pierre Bayle považoval Spinozovu filosofii za „to nejabsurdnější, co si lze vymyslet“ a David Hume za „ohavnou“, protože potlačuje lidské já a jeho svobodu. Ta podoba ontologického důkazu Boží existence, kterou odmítl Kant, pochází právě ze Spinozy. První vlnu širšího zájmu o Spinozu ale zahájil teprve Friedrich Heinrich Jacobi knihou, v níž ho obvinil z panteismu. Jeho prostřednictvím se se Spinozou seznámil například Lessing, Herder a Goethe, kteří jím byli nadšeni, stejně jako Fichte, Schleiermacher nebo Schelling. Hegel dokonce napsal, že Spinoza je jediný možný počátek filosofického myšlení. Podobně nadšeně o něm píše Feuerbach a Nietzsche, který ho pokládal za svého předchůdce.
Ve 20. století se na Spinozu odvolávali například Ludwig Wittgenstein, který se Spinozou inspiroval ve svém prvním spise, nazvaném „Tractatus logico-philosophicus“, a Albert Einstein, ale zejména myslitelé ovlivnění marxismem, například Louis Althusser, Gilles Deleuze nebo Slavoj Žižek. Na jeho politickou filosofii u nás navázal Pavel Barša. Naopak polemicky se proti Spinozovi postavil Emmanuel Lévinas, který v něm viděl prototyp totalizujícího myšlení, které – podobně jako myšlení Hegelovo – potlačuje jednotlivce, podřizuje Jiné Stejnému, chce aspoň v myšlení „uchopit“ celek a tak vzdáleně připravuje i politické totality.

## Dílo
- Krátké pojednání o Bohu, člověku a jeho štěstí (Tractatus de Deo et homine eiusque felicitate, kolem 1660)
- Pojednání o nápravě rozumu (Tractatus de Intellectus Emendatione 1662)
- Principy Descartovské filosofie (Principia philosophiae cartesianae 1663), Gallica.
- Teologicko-politický traktát (Tractatus Theologico-Politicus, vyšel anonymně 1670)
- Kompendium gramatiky hebrejského jazyka (Compendium grammatices linguae hebraeae 1670–1675, nedokončené)
- Politický traktát (Tractatus Politicus 1675/76, nedokončený)
- Etika vyložená na geometrický způsob (Ethica Ordine Geometrico Demonstrata 1677)
- Listy

### Literatura

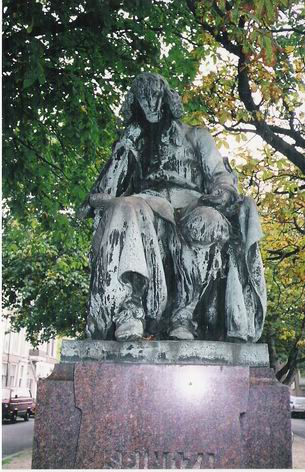
Spinozův pomník v Haagu

#### Dílo v češtině
- Etika. Přel. Karel Hubka. 2. vyd. Praha: Dybbuk, 2004. 285 s. ISBN 80-86862-02-X
- Metafyzické myšlenky: bilingva. Přel. Martin Hemelík. Praha: Filosofia, 2000 - 179 s. ISBN 80-7007-139-7
- Traktát theologicko-politický. Přel. Josef Hrůša. V Praze: Tribuna, [1922]. 364 s. Obelisk; čís. 6.
- Pojednání o nápravě rozumu a o cestě, kterou je veden přímo k pravému poznání věcí: bilingva. Přel. Martin Hemelík. V tomto překladu vyd. 1. Praha: Filosofia, 2003. 133 s. ISBN 80-7007-178-8
- Krátké pojednání o bohu, člověku a jeho blahu; Listy. Z nizozemského jazyka přeložil František Kalda ; z latiny přeložil Josef Hrůša. V Praze: Česká akademie věd a umění, 1932. 12, 276 s. Spisy filosofické / Benedictus de Spinoza; [sv.] 2. Filosofická bibliotéka. Řada 2; čís. 8.
- René Descarta principy filosofie: bilingva. Přel. Martin Hemelík. 1. vyd. Praha: Filosofia, 2004. 241 s. ISBN 80-7007-204-0
- Rozprava o zdokonalení rozumu a Ethika po geometricku vyložená. Přeložili Frant. Krejčí, Čestmír Stehlík a Alois Stejskal. Praha: Česká akademie věd a umění, 1925. XLI, 339 s. Filosofická bibliotéka. Řada II., č. 4, Benedikta de Spinozy Spisy filosofické; I.
- Kompendium gramatiky hebrejského jazyka. Přel. Pavel Vrtílka. 1. vyd. Praha: Academia, 2015, 196 s. Judaica. ISBN 978-80-200-2409-1.
- Benedikta de Spinozy Rozprava politická. Přel. Josef Hrůša. V Praze: Česká akademie věd a umění, 1939. 94 s. Filosofická bibliotéka. Řada II.; č. 10. Benedikta de Spinozy Spisy filosofické; 3.

#### O Spinozovi
- COMAY, Joan; COHN-SHERBOK, Lavinia. Who's Who in Jewish History: After the Period of the Old Testament. London: Routledge, 2002. 407 s. Dostupné online. ISBN 978-0415260305. (anglicky)
- DAMASIO, Antonio R. Hledání Spinozy: radost, strast a citový mozek. 1. vyd. Praha: Dybbuk, 2004. 350 s. ISBN 80-903001-9-7.
- HEMELÍK, M. Spinoza : život filosofa. Olomouc: Votobia, 1996 - 167 s. ISBN 80-7198-037-4
- HEMELÍK, M. Spinoza : doba, život a myšlenky novověkého filosofa. Praha: Filosofia, 2006. 733 s. ISBN 80-7007-245-8
- HRŮŠA, Josef. Baruch Spinoza: život a dílo. Hradec Králové: Nakladatelství Nedělní besídky, 1932. 68 s.
- JACOBI, F. H. O Spinozově učení v dopisech panu Mojžíši Mendelssohnovi. Praha: Oikoymenh, 1997. 301. ISBN 80-86005-47-X
- K otázkám Spinozovy filosofie: Vydáno k třístému výročí Spinozova úmrtí. Praha: Univerzita Karlova, 1978. 151 s. Acta Universitatis Carolinae. Philosophica et historica; 1/1978.
- MAKAROV, Alexej, 1972. Stručné dějiny filosofie (původním názvem: Историко-философское введение к курсу марксистско-ленинской философии, Istoriko-filosofskoje vveděnije k kursu marksistsko-leninskoj filosofii). Překlad Stanislav Kučera; ilustrace Josef Týfa (autor obálky). 1. vyd. Praha: Mladá fronta. 226 s. Kapitola „Materialismus a idealismus v XVII. stol. v západní Evropě“, s. 73–107.
- MULLER, Richard A. Benedikt Spinoza. In: McGREAL, Ian Philip, ed. Velké postavy západního myšlení: slovník myslitelů. Překlad Martin Pokorný. Vyd. 1. Praha: Prostor, 1997. 707 s. ISBN 80-85190-61-3. [Stať je na str. 265–271.]
- MÜNZ, Teodor. Baruch Benedictus Spinoza (1632 - 1677). Bratislava: SAV, 1977. 149 s.
- NADLER, Steven. Spinoza: A Life. Cambridge, 1999. ISBN 0-521-00293-1 (anglicky)
- POJAR, Miloš. T. G. Masaryk a židovství. Praha: Academia, 2016. ISBN 978-80-200-2571-5. 10. kapitola: Masaryk a židovské osobnosti, s. 271-272.
- ŠIŠKIN, Aleksandr Fedorovič, 1962. Z dějin etických učení (původním názvem: Из истории этических учений). 1. vyd. Praha: Státní nakladatelství politické literatury. 300 s. Kapitola „Etika Spinozova“.
- Ottův slovník naučný, heslo Spinoza, díl 23, strana 814–815. Dostupné online
- RÁDL, Emanuel. Dějiny filosofie. II., Novověk. Praha: Votobia, 1999. 668 s. ISBN 80-7220-064-X. [O Spinozových názorech viz zejména str. 252–266.]
- RÖD, W. Novověká filosofie I. Od Francise Bacona po Spinozu. Praha: OIKOYMENH, 2001. 383 s. ; 21 cm ISBN 80-7298-039-4
- TIPPELT, Hynek. Vztah ideje a afektu u Spinozy: inkrementálně-holistická interpretace. Vyd. 1. Ústí n. Labem: Filozofická fakulta Univerzity J.E. Purkyně v Ústí n. Labem, 2010. 208 s. Acta Universitatis Purkynianae, Facultatis Philosophicae. Studia Philosophica; sv. 4. ISBN 978-80-7414-261-1.
- WEISCHEDEL, Wilhelm. Zadní schodiště filosofie. Překlad Jiří Horák. Olomouc: Votobia, [1993]. 249 s. ISBN 80-85619-36-9. [Kapitola „Spinoza neboli bojkot pravdy" je na str. 110–118.]
- , 1952. Spinoza. In: Georgij Alexandrov, Bernard Bychovskij, Pavel Judin, Mark Mitin (red.), Překlad : Hana Malínská a Jaroslav Vlček. Dějiny filosofie. 1., autorizované vyd. Praha: Svoboda. Svazek II "Filosofie XV. - XVIII. století". S. 196–231.
- , 1985. Filozofický slovník: O-Z. (původním názvem: Philosophisches Wörterbuch). Redakce : Georg Klaus, Manfred Buhr; překlad : Karel Berka, Vladimír Čechák, František Čížek aj. 1. vyd. Praha: Svoboda. 481 s. Kapitola „Spinozismus”, s. 240–242.
- , 1955. Stručný filosofický slovník (původním názvem: Краткий философский словарь). Redakce : Pavel Judin, Mark Rozental; překlad : J. Bauer aj. 1. vyd. Praha: SNPL. Kapitola „SPINOZA Baruch (Benedikt)”, s. 469–450.